# Senganan
Senganan is een bestuurslaag in het regentschap Tabanan van de provincie Bali, Indonesië. Senganan telt 5449 inwoners (volkstelling 2010).